# 安妮·梅特·汉森
安妮·梅特·汉森（丹麥語：Anne Mette Hansen，1994年8月25日—），生于格洛斯楚普，丹麦女子手球运动员。她曾代表丹麦国家队参加2024年夏季奥林匹克运动会女子手球比赛，获得一枚铜牌。